# DeMuDi
DeMuDi (Debian Multimedia Distribution) – oparta na Debianie dystrybucja systemu GNU/Linux, której celem jest dostarczenie oprogramowania multimedialnego. Jądro ma zaaplikowane specjalne łaty, które zwiększają wydajność obróbki audio. DeMuDi została stworzona w ramach projektu AGNULA.